# Rosa ×francofurtana
Espèce
Classification phylogénétique
Les rosiers de Francfort (Rosa ×francofurtana) sont une section d'hybrides de Rosa gallica et de Rosa majalis. Ces hybrides appartiennent au groupe des « rosiers galliques ».

## Rosa×francofurtana
Rosa ×francofurtana ou 'rose de Francfort' a déjà été mentionnée par Celsus en 1583. Il a été retrouvé au XVIIIe siècle. D'une hauteur d'1 m il présente des tiges presque inermes, des feuilles à 5 à7 folioles à bords dentés et en juin de grandes (8 cm) fleurs plates semi-doubles, rose intense.

## formes et hybrides
- 'Agatha' proche de Rosa ×francofurtana type, mais plus vigoureux et aux fleurs, un peu plus petites, parfumées.
- 'Impératrice Joséphine', Rosa ×francofurtana Thory, Descemet, 1815, dont on ne sait pas s'il s'agit d'une forme ou d'un hybride de Rosa ×francofurtana. Ses fleurs sont doubles, formées de pétales rose intense et ondulés
- 'Nothern Yellow', Sievers, 1988 (Rosa ×francofurtana × Rosa kordesii)